# Chico Serra
Francisco Adolpho Serra detto Chico (San Paolo, 3 febbraio 1957) è un pilota automobilistico brasiliano che ha gareggiato anche in Formula 1.

## La carriera

### Gli esordi
Serra fece l'esordio nei campionati motoristici del suo Paese riuscendo a vincere per quattro volte il campionato brasiliano di kart, tra il 1972 e il 1976, due volte quello paulista, mentre s'impose nel campionato paulista di Formula Vee e fu vicecampione in quello brasiliano.

### L'arrivo in Europa
Nel 1977 si trasferì nel Regno Unito per proseguire la sua carriera.  S'impose nel campionato inglese e in quello mondiale di Formula Vee, prima di passare, nel 1978, alla F3 inglese, divisa ancora in quell'anno in due campionati. Con il team Project4 di Ron Dennis, al volante di una March, chiuse secondo nel campionato BP e terzo in quello Vandervell, ottenendo quattro successi. L'anno seguente s'impose nel campionato, ormai unificato, con cinque gare vinte, precedendo di 13 punti Andrea De Cesaris, sempre al volante di una March-Toyota del Project 4.

### La Formula 2
Nel 1980 passò alla Formula 2, sempre col team di Dennis, ottenendo però risultati più modesti. Ottenne tre quarti posti, per un totale di nove punti, chiudendo la stagione al decimo posto nella classifica generale.

### La Formula 1
Nel 1981 Serra fece il salto nella massima formula, ingaggiato dalla Fittipaldi per sostituire proprio lo stesso Emerson Fittipaldi. Nel Gran Premio del Sudafrica, poi dichiarato non valido in seguito alle diatribe tra FISA e FOCA chiuse nono, mentre all'esordio in campionato, nel Gran Premio degli Stati Uniti Ovest, ottenne il miglior risultato della stagione, un settimo posto. La vettura si confermò però poco performante, tanto che nel corso della stagione Serra fu capace di qualificarsi per altre cinque volte, vedendo la bandiera a scacchi solo nel Gran Premio di Spagna.
Anche nel 1982 Serra fu confermato alla Fittipaldi, quale unico pilota della stagione. I risultati però furono poco brillanti. Nel Gran Premio del Belgio chiuse sesto e conquistò il suo unico punto nella sua carriera in F1. Nelle prove del venerdì del Gran Premio del Canada fu protagonista di una forte discussione col suo connazionale Raul Boesel della March. Serra, dopo essere rientrato ai box, corse verso quello l'avversario, lamentadosi per essere stato danneggiato, a suo dire, nel suo giro veloce; i due vennero alle mani, sotto l'occhio delle telecamere.
Un altro buon risultato ci fu nel Gran Premio d'Austria dove chiuse settimo. Al termine della stagione la scuderia brasiliana chiuse i battenti.
Per il 1983 l'Arrows era alla ricerca di un pilota che potesse garantire delle sponsorizzazioni. Serra riuscì a garantirsi un volante per i primi gran premi della stagione (compresa la Race of Champions, non valida per il campionato ma non il GP degli USA-Ovest ove fu sostituito da Alan Jones), in cui il miglior risultato fu il settimo posto nel Gran Premio di Monaco. Questo fu però l'ultimo gran premio di F1 disputato dal brasiliano che, dalla gara seguente, in Belgio, venne sostituito da Thierry Boutsen.

### L'Indycar
Nel 1985 partecipò a una gara del campionato Indycar, sul Circuito di Portland, al volante di una Theodore-Cosworth, ove chiuse al ventiseiesimo posto.

### Il ritorno in Brasile
Dal 1986 Serra si concentrò per lo più in gare nel suo Paese, nella categoria Stock Car, nella quale vinse il titolo nel 1999, 2000 e 2001.

## Risultati in Formula 1
| 1981 | Scuderia   | Vettura |   |     |     |    |     |    |    |    |    |    |    |    |    |    |    |  |  | Punti | Pos. |
| ---- | ---------- | ------- | - | --- | --- | -- | --- | -- | -- | -- | -- | -- | -- | -- | -- | -- | -- |  |  | ----- | ---- |
| 1981 | Fittipaldi | F8C     | 7 | Rit | Rit | NQ | Rit | NQ | 11 | NP | NQ | NQ | NA | NQ | NQ | NQ | NQ |  |  | 0     |      |

| 1982 | Scuderia   | Vettura  |    |     |    |  |   |     |    |    |     |     |    |    |   |    |    |    |  | Punti | Pos. |
| ---- | ---------- | -------- | -- | --- | -- |  | - | --- | -- | -- | --- | --- | -- | -- | - | -- | -- | -- |  | ----- | ---- |
| 1982 | Fittipaldi | F8D e F9 | 17 | Rit | NQ |  | 6 | NPQ | 11 | NQ | Rit | Rit | NQ | 11 | 7 | NQ | 11 | NQ |  | 1     | 26º  |

| 1983 | Scuderia | Vettura |   |  |     |   |   |  |  |  |  |  |  |  |  |  |  |  |  | Punti | Pos. |
| ---- | -------- | ------- | - |  | --- | - | - |  |  |  |  |  |  |  |  |  |  |  |  | ----- | ---- |
| 1983 | Arrows   | A6      | 9 |  | Rit | 8 | 7 |  |  |  |  |  |  |  |  |  |  |  |  | 0     |      |

| Legenda | 1º posto     | 2º posto | 3º posto    | A punti         | Senza punti/Non class.  | Grassetto – Pole position Corsivo – Giro più veloce |
| Legenda | Squalificato | Ritirato | Non partito | Non qualificato | Solo prove/Terzo pilota | Grassetto – Pole position Corsivo – Giro più veloce |